# Los pueblos dormidos
Los pueblos dormidos  es una película documental argentina  dirigida por Leo Fleider sobre el guion de Francisco Madrid, que se rodó en colores y en 16 milímetros y se estrenó en 1948.

## Sinopsis
Se trata de un documental sobre las poblaciones indígenas, en el que se registra la vida cotidiana, festividades y costumbres de los coyas que habitan en la quebrada de Humahuaca.

## Premio
Por esta película la Academia de Artes y Ciencias Cinematográficas de la Argentina galardonó en 1948 con una mención especial a Leo Fleider y Francisco Madrid.	